# Wińsko
Wińsko [ˈviɲskɔ] (deutsch: Winzig) ist ein Dorf und ehemalige Stadt im Powiat Wołowski der Woiwodschaft Niederschlesien in Polen. Es ist zugleich Verwaltungssitz der Landgemeinde Wińsko mit 8212 Einwohnern (Stand 31. Dezember 2020). Es liegt etwa 15 km nördlich von Wołów (Wohlau) und 60 Kilometer nordwestlich von Breslau.

## Geschichte
Die erste Erwähnung eines slawischen Dorfes Vin stammt aus dem Jahre 1218. Herzog Primislaus/Primko I. von Sprottau und Steinau gründete 1285 nach Deutschen Recht (jure Teutonico) der Stadt Steinau die Stadt Wintzig, die mit regelmäßigen Straßenzügen um einen großen Ring angelegt wurde. Die hölzerne Kirche aus dem Jahre 1272 wurde 1354 durch einen festen Bau ersetzt. 1404 erhielt Winzig das Magdeburger Recht. Balthasar Gebhardt aus Winzig, ein Schüler Philipp Melanchthons, führte 1523 die Reformation in seiner Heimatstadt ein.
dreischiffige gotische Hallenkirche.
Mit dem Tod des Herzogs Georg Wilhelm I. gelangte Winzig zusammen mit den Herzogtümern Liegnitz, Brieg und Wohlau durch Heimfall an die Krone Böhmen. In seiner Eigenschaft als König von Böhmen führte Kaiser Leopold I. 1696 in Schlesien die Gegenreformation ein. Die Kirche in Winzig war eine der Kirchen, die gemäß der Altranstädter Konvention von 1707 an die evangelische Kirchgemeinde zurückgegeben worden sind. Die verbliebene kleine katholische Kirchengemeinde errichtete später eine eigene Kirche.
Winzig blieb ein Ackerbürgerstädtchen, die Umgebung bot gute Voraussetzungen für die Landwirtschaft. Seine Bedeutung als Umschlagplatz für den Getreidehandel mit Polen ging im Laufe des 18. Jahrhunderts verloren.
Bedeutsam waren auch die Winziger Viehmärkte, später siedelten sich in der Stadt und der Umgebung Verarbeitungsbetriebe für landwirtschaftliche Produkte an. In Kunern (Konary) nahm Franz Karl Achard 1802 seine erste Zuckerfabrik in Betrieb. In der Stadt gab es eine evangelische Kirche, eine katholische Kirche, eine Synagoge und ein Amtsgericht.
Im Jahr 1945 gehörte die Stadt Winzig zum Landkreis Wohlau im Regierungsbezirk Breslau der preußischen Provinz Niederschlesien des Deutschen Reichs.
Gegen Ende des Zweiten Weltkriegs wurde Winzig im Frühjahr 1945 von der Roten Armee besetzt. In den vorherigen Kämpfen mit der deutschen Wehrmacht war Winzig stark zerstört worden. Im Sommer 1945 wurde Winzig zusammen mit fast ganz Schlesien von der sowjetischen Besatzungsmacht unter polnische Verwaltung gestellt. Die Polen führten für Winzig die Ortsbezeichnung Wińsko ein. Die einheimische deutsche Bevölkerung wurde in der Folgezeit von der örtlichen polnischen Verwaltungsbehörde aus Winzig vertrieben. Die neu angesiedelten Bewohner waren teilweise Zwangsumgesiedelte aus Ostpolen, das an die Sowjetunion gefallen war.
Nach 1945 wurde das Stadtrecht entzogen, und die Ortschaft fiel in die Bedeutungslosigkeit. Bis 1967 erfolgte keinerlei Wiederaufbau in dem zerstörten Ort, so dass das Ortsbild heute große Freiflächen aufweist. Die gotische Kirche überstand den Krieg unversehrt.

### Bevölkerungsentwicklung
| Jahr | Einwohner | Anmerkungen                       |
| ---- | --------- | --------------------------------- |
| 1787 | 1.488     |                                   |
| 1825 | 1.710     |                                   |
| 1875 | 2.255     | [ 2 ]                             |
| 1880 | 2.304     | [ 2 ]                             |
| 1890 | 2.122     | davon 315 Katholiken und 48 Juden |
| 1905 | 1.814     | davon 294 Katholiken und 37 Juden |
| 1933 | 2.176     | [ 2 ]                             |
| 1939 | 2.076     | [ 2 ]                             |
| 1961 | 1.200     |                                   |

### Gemeinde
Zur Landgemeinde Wińsko mit einer Fläche von 249,5, km² gehören das Dorf selbst und 41 weitere Dörfer mit Schulzenämtern.

### Partnerschaften
Es besteht seit 2008 eine Partnerschaft zwischen Hollenstedt und Wińsko. Die Stadt Meschede in Deutschland hat am 10. Juni 1956 die Patenschaft für die Heimatvertriebenen der ehemaligen schlesischen Stadt Winzig übernommen.

## Söhne und Töchter des Ortes

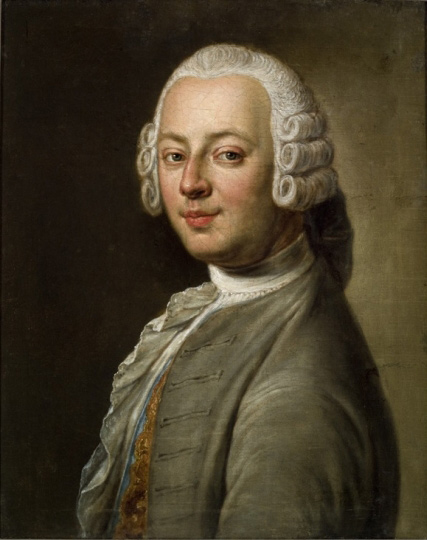
Christian Gottfried Krause

- Florian Baucke, SJ (1719–1779), Jesuitenmissionar und Schriftsteller
- Christian Gottfried Krause (1719–1770), Jurist, Komponist und Musikschriftsteller
- Albrecht Paetz (1851–1922), deutscher Mediziner/Psychiater
- Leopold von Kleist (1872–1946), preußischer Offizier
- Walter Schroth (1882–1944), Offizier, General der Infanterie
- Peter Gerlitz (1926–2013), Pastor und Religionswissenschaftler